# Лангедок
Лангедо́к (фр. Languedoc, окс. Lengadòc) — историческая область на юге Франции, население которой традиционно говорило (и в значительном числе до сих пор говорит) на окситанском языке, часть Окситании.
Главный город — Тулуза. Население Лангедока — порядка 3,6 млн человек (1999).

## Название
Название Лангедок стало употребляться с XIII века, после того как в 1271 году графство Тулузское было присоединено к владениям французской короны. Сочетание langue d’oc буквально означает «язык ок»: oc — южнофранцузский вариант произнесения частицы «да», в противоположность северофранцузскому oïl (современное oui).

## Столицы
Как бывшая столица Тулузского графства и место резиденции парламента, имевшего юрисдикцию над Окситанией, Тулуза часто считалась «столицей» Лангедока. На картах (как древних, так и современных), изображающих провинции Франции 1789 года, она часто так обозначена. Однако сложное разделение администраций и юрисдикций позволило Монпелье также претендовать на звание «столицы» Лангедока. В XVIII веке монархия явно отдавала предпочтение Монпелье, городу, который тогда был меньше и имел меньшую историческую легитимность, чем Тулуза, но также с меньшим количеством автономных местных властей, таких как парламент и капитулят, которые могли помешать королевской власти.

## Территория
До 1790 года Лангедок имел статус провинции, сегодня территория бывшей провинции Лангедок в основном соответствует французскому региону Окситания, но также включает части региона Овернь — Рона — Альпы (департаменты Ардеш и часть Верхней Луары).
Лангедок занимает площадь порядка 42,7 тыс. км² — относительно точных границ бывшей провинции существуют разногласия.

## Культура
Небольшие города Лангедока известны своими прекрасно сохранившимися памятниками галло-римской культуры. Это храмы, амфитеатры, триумфальные арки, акведуки.
Лангедок — старейший винодельческий район Франции.